# Château du Vernay
Le château du Vernay est situé en  sur la commune de Charette (Isère). Cette demeure du XIXe siècle, aujourd'hui en ruine, était le siège de la branche cadette de la famille Ruolz. 
Hilaire de Chardonnet y perfectionne son invention, la soie artificielle dite viscose.

## Histoire

### La demeure des Ruolz

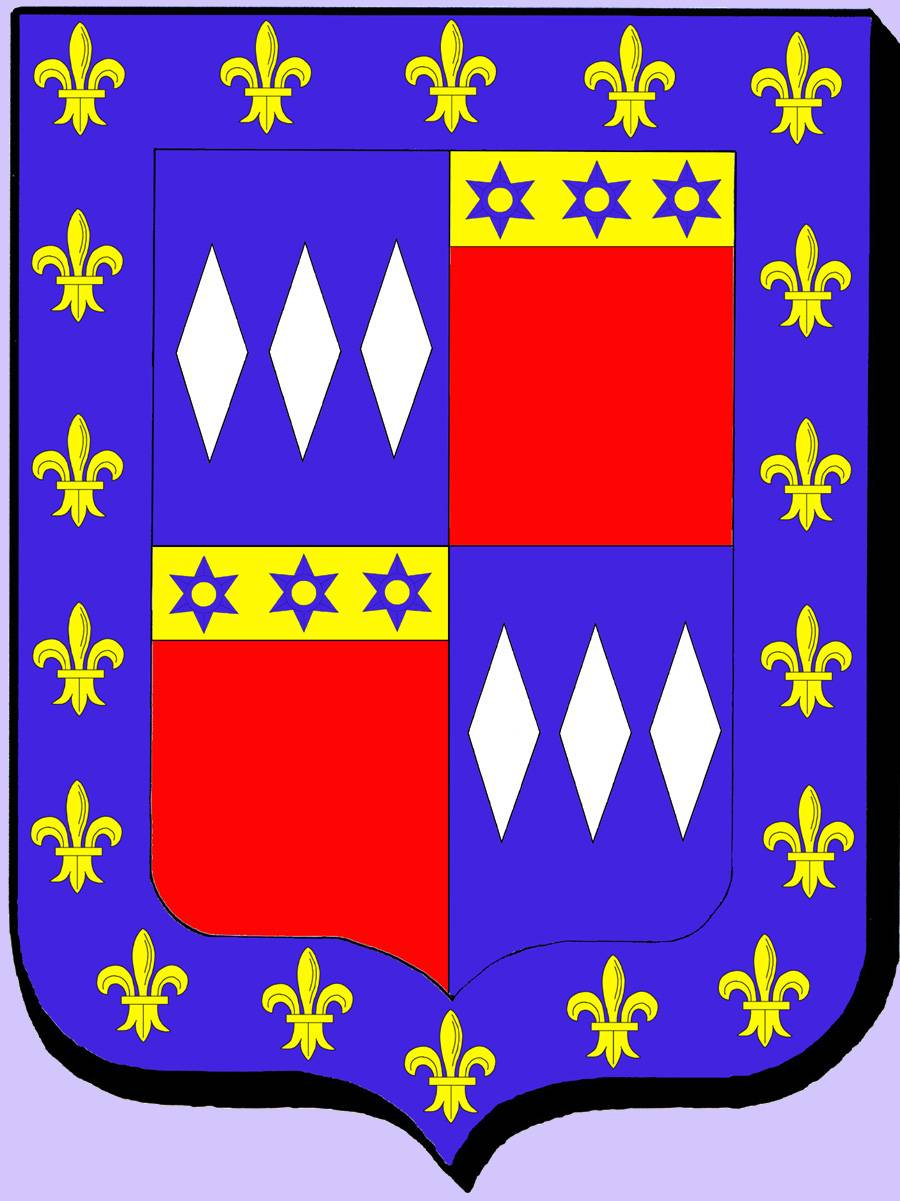
Blason de la famille Ruolz.

Ce château édifié au XIXe siècle est la propriété du baron Ferdinand de Ruolz et d'Anna Badin. Le baron est un homme de science (directeur du Lycée La Martinière Diderot à Lyon), ancien polytechnicien et capitaine du génie qui a notamment participé aux expéditions d'Afrique et aux fortifications de la ville de Lyon et de Paris. 
La famille Ruolz remonte au XIIe siècle. Au XIXe siècle, elle s'illustre grâce au compositeur et inventeur Henri de Ruolz, qui crée le ruolz, un procédé de dorure sans recours au mercure.
Son cousin, le baron Ferdinand, vit entre sa propriété iséroise et son hôtel du 4, place Bellecour à Lyon où il mène une vie culturelle intense. Le goût de la famille s'exprime dans les sciences et les arts grâce au frère aîné du baron, Léopold de Ruolz, sculpteur et directeur de l'École des beaux-arts de Lyon.
En 1865, Hilaire de Chardonnet est envoyé par le comte de Chambord au château pour venir visiter l'exploitation de mûriers, où les vers à soie sont malades. Il y fait alors la connaissance de Camille de Ruolz, fille du propriétaire, qu'il épousera en 1866.

### L'invention de la soie artificielle
Hilaire de Chardonnet crée dans les communs du château un atelier où il conduira les perfectionnements de son invention, la soie artificielle dite viscose. Ces expériences ne vont pas sans difficultés et, en 1888, l'atelier du Vernay explose.

### L'atelier d'Anne de Chardonnet

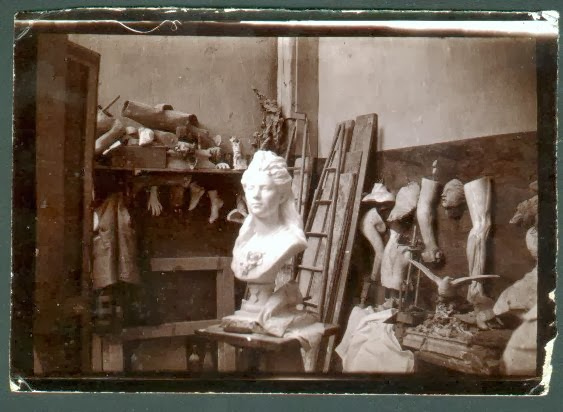
Atelier d'Anne de Chardonnet au château du Vernay, non daté (archives familiales Boisgrollier)

La fille d'Hilaire de Chardonnet et de Camille de Ruolz, la sculptrice Anne de Chardonnet (1869-1926), élève de Mathurin Moreau et de Jules Franceschi, y installe son atelier.

Œuvres d'Anne de Chardonnet
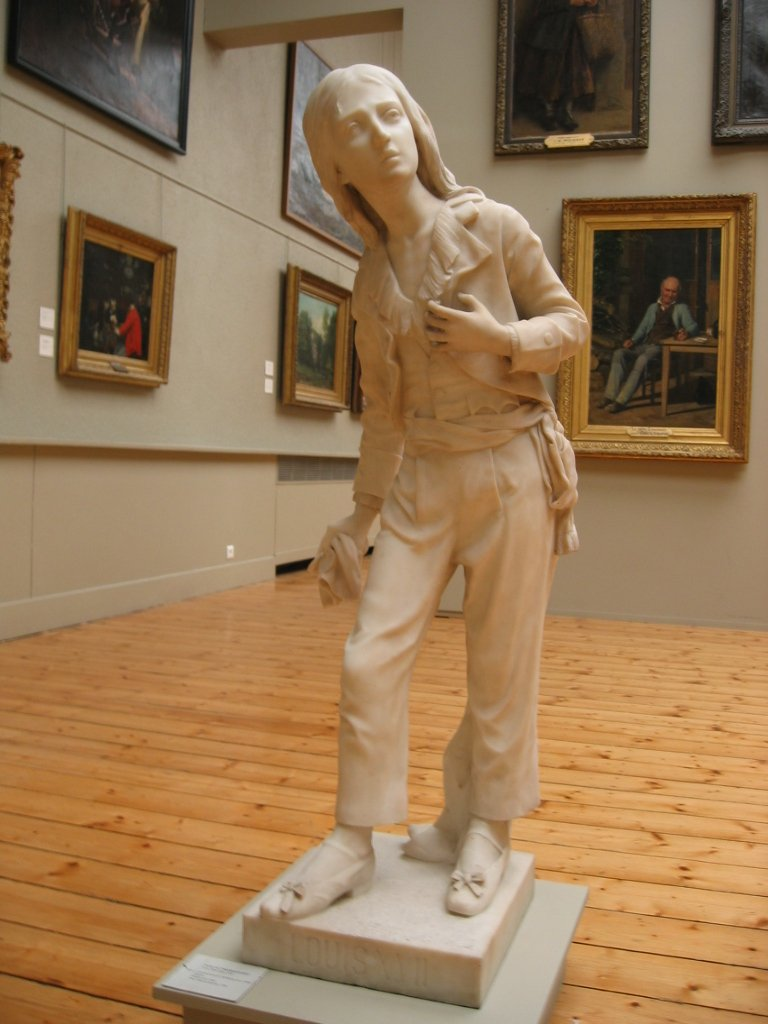
Louis XVII au Temple (vers 1891), musée des beaux-arts et d'archéologie de Besançon.
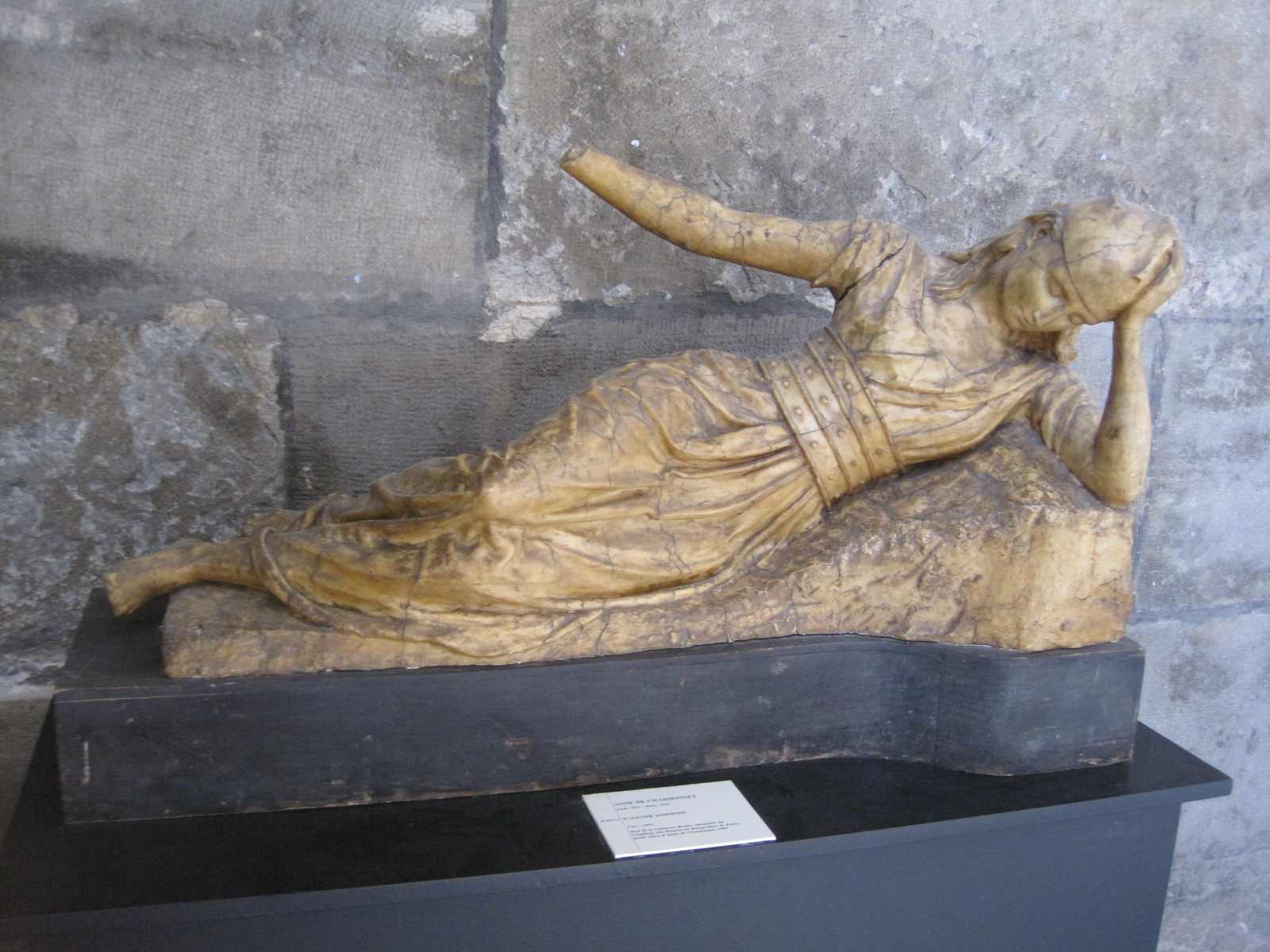
Walkyrie endormie (1892), musée des beaux-arts et d'archéologie de Besançon.
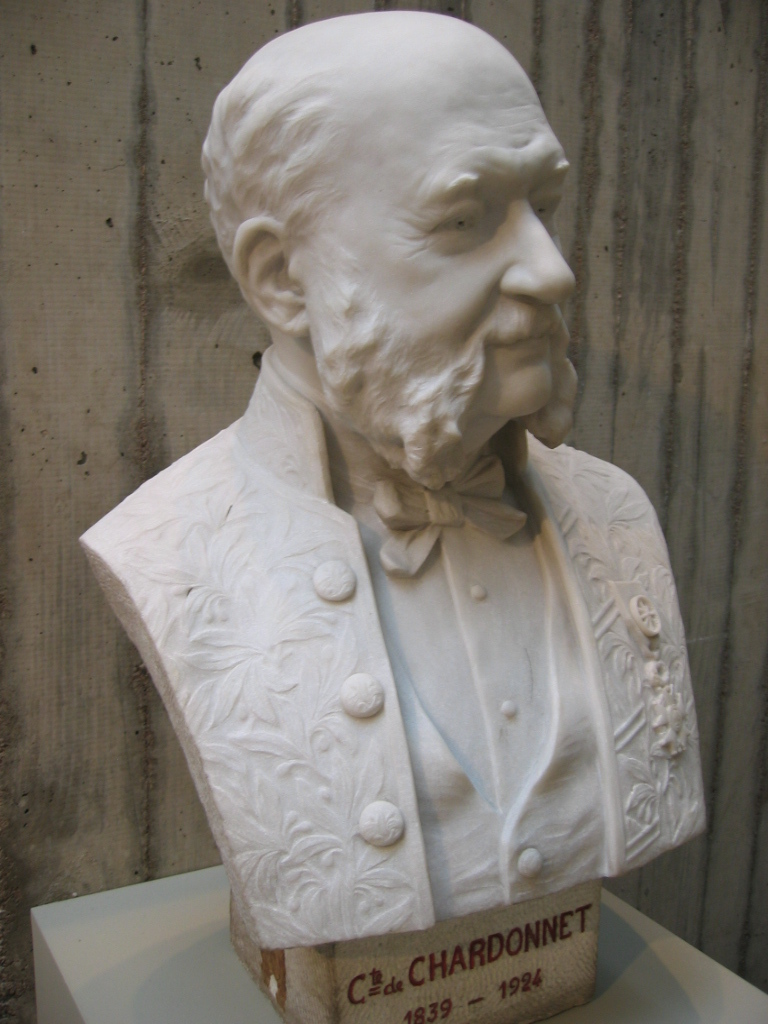
Comte Hilaire de Chardonnet (1923), musée des beaux-arts et d'archéologie de Besançon.

### Des hôtes prestigieux
Entre 1867 et 1872, Hilaire de Chardonnet participe activement à la deuxième guerre carliste d'Espagne. Durant cette période, la demeure accueille régulièrement le prétendant à la couronne espagnole, Charles de Bourbon (1848-1909), sa famille en exil et certains de ses généraux.
À ces occasions, de grandes fêtes nocturnes avec illumination du parc sont organisées.
Les Chardonnet mènent une vie sociale intense en ville dans leur hôtel particulier à Besançon (l'hôtel Petit de Marivat) et dans leur pied-à-terre parisien, mais c'est au Vernay, leur demeure de prédilection, qu'ils reçoivent leurs hôtes de marque : religieux de haut rang, familles nobles de la région et membres de la haute aristocratie européenne comme le prince Roland Bonaparte ou l'héritier légitimiste de la couronne de France, Jacques de Bourbon (1870-1931).

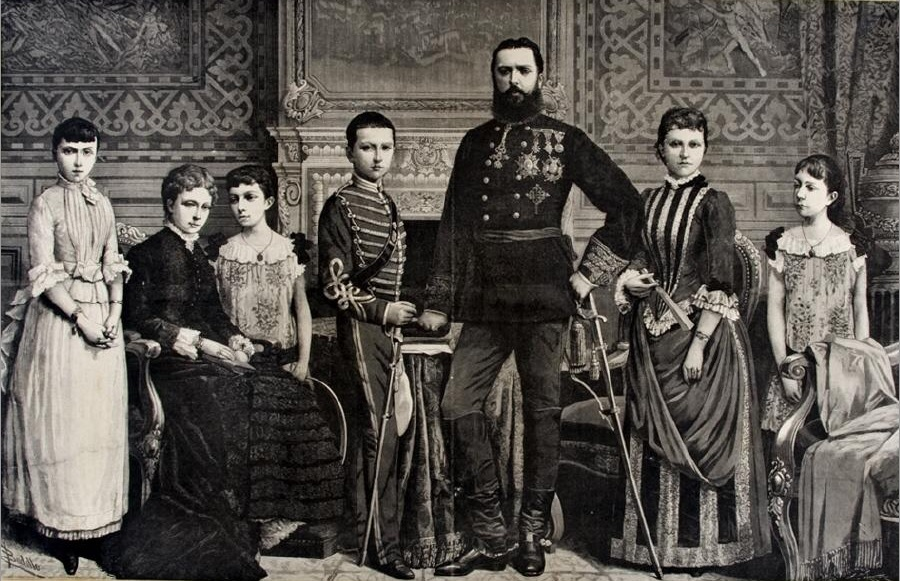
Charles de Bourbon et sa famille.
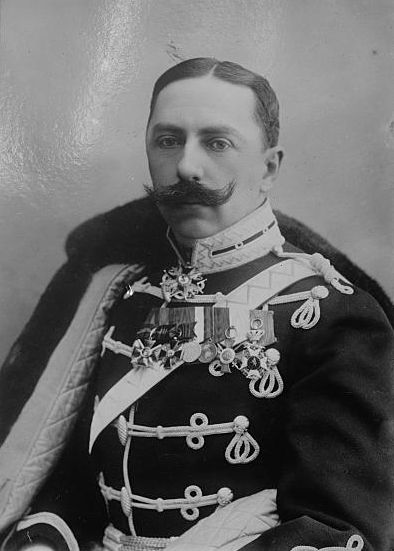
Jacques de Bourbon.

### Le déclin du château
À la suite de l'aventure carliste et des mésaventures de l'exploitation commerciale de la soie artificielle, la fortune des Chardonnet est sérieusement écornée. En conséquence, la famille doit vendre ses différentes propriétés. Ils refuseront de se séparer du Vernay qui sera néanmoins de multiples fois hypothéqué. 
Après la Première Guerre mondiale, les dettes du château sont en partie réglées par Félix de Pardieu qui a épousé Anne de Chardonnet en 1917. Hilaire de Chardonnet et sa femme séjournent alors plus sporadiquement dans cette grande maison et vivent plus modestement à Paris grâce à une pension versée par les soyeux lyonnais. 
À la suite des décès successifs d'Hilaire de Chardonnet en 1924, de sa fille Anne en 1926 puis de Camille de Chardonnet en 1927, la propriété revient à un petit neveu, Hilaire de Boisgrollier. Celui-ci épure les dernières dettes de l'héritage grâce à son travail à la banque Adam.
En 1930, à la suite des spéculations d'Albert Oustric, cette banque est mise en liquidation ; Hilaire de Boisgrollier lance alors une exploitation de moutons laineux au Vernay. Pour rembourser ses emprunts, il est finalement contraint de vendre le château à des particuliers en 1952. Dès cette année, Le château est vidé de l'essentiel de son mobilier. Les communs continuent d'être utilisés comme habitation et pour leur fonction agricole, mais le château est laissé à l'abandon. Ses boiseries, ses grandes glaces, sa bibliothèque sont soumis aux pillages et aux intempéries.
Une plaque commémorative a été placée sur le mur de la mairie de Charette en 1929.  

Le château au début du XXIe siècle
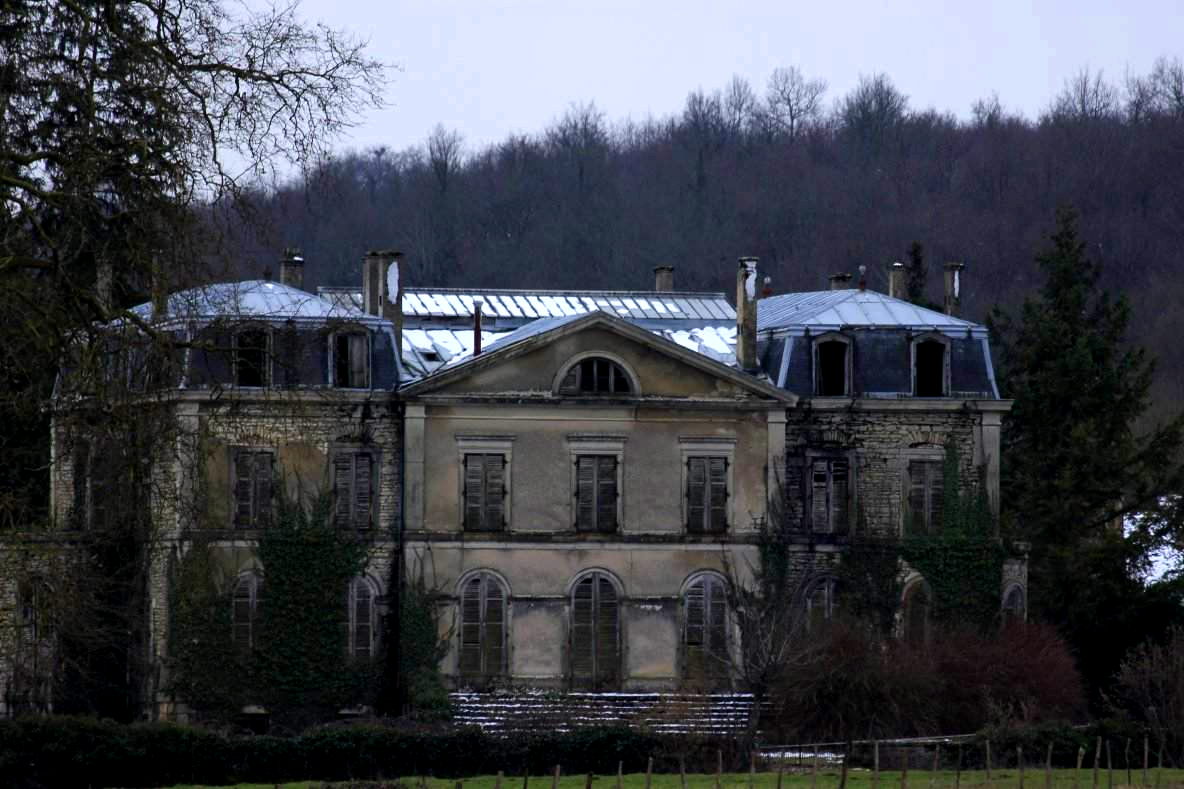
Château du Vernay, 2014.
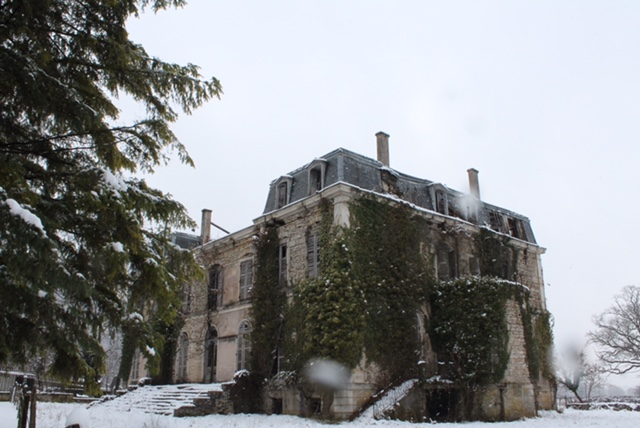
Château du Vernay, hiver 2016.
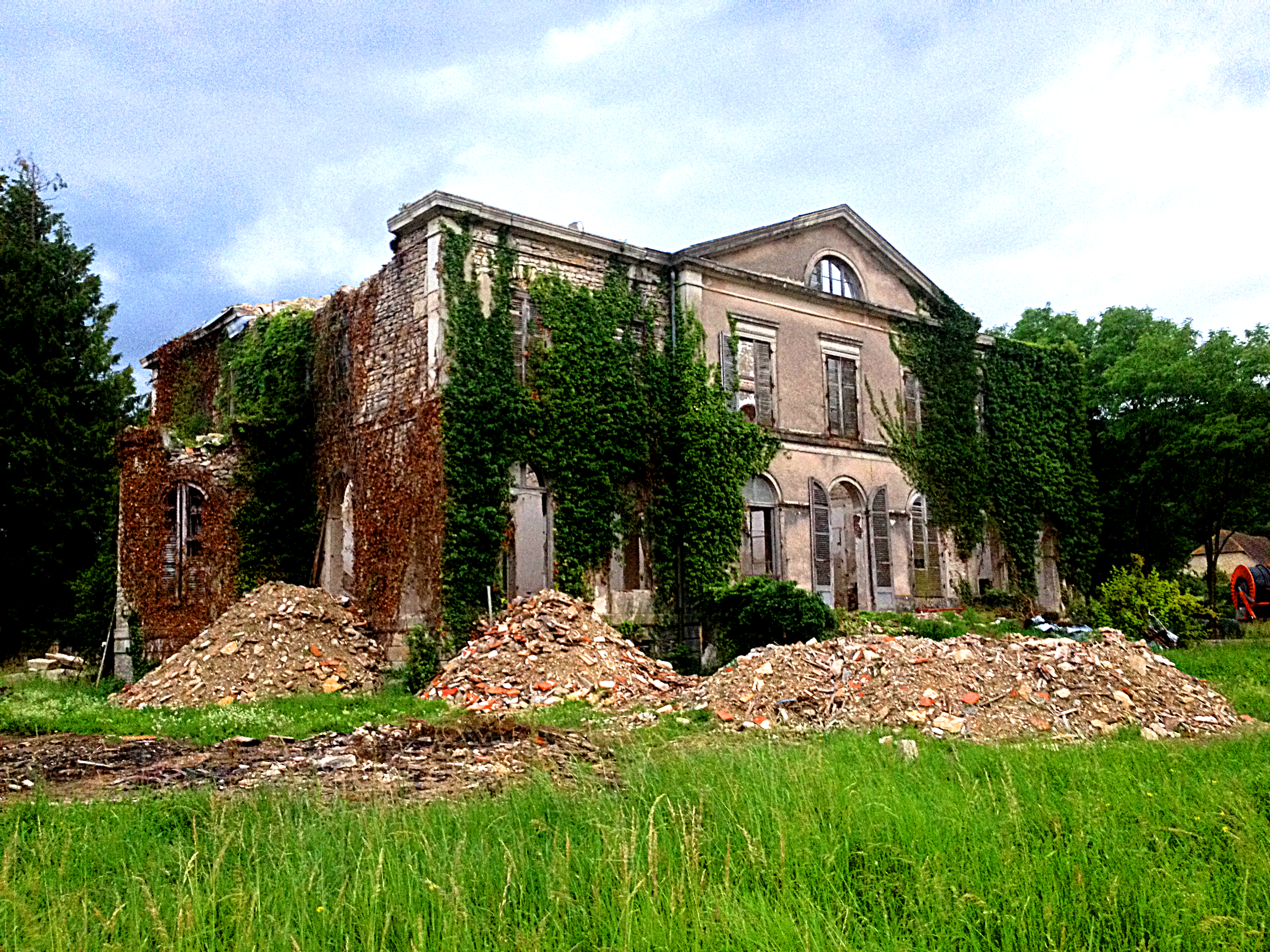
Façade, été 2018.
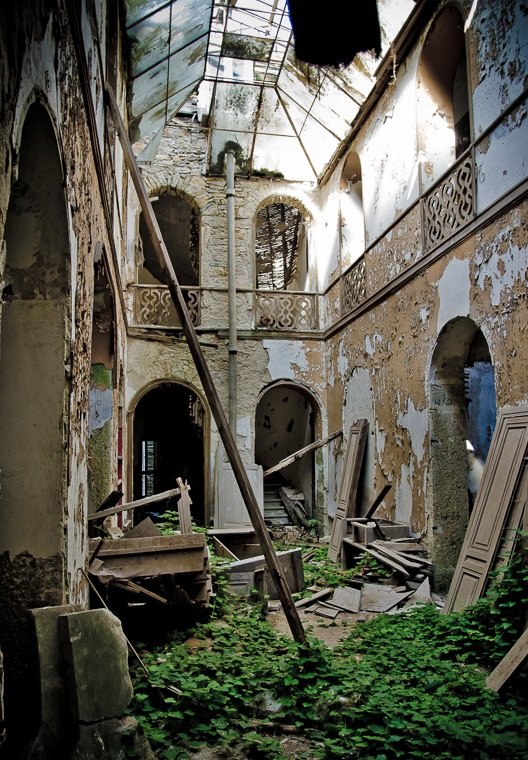
Patio en 2017.
Patio, été 2018.
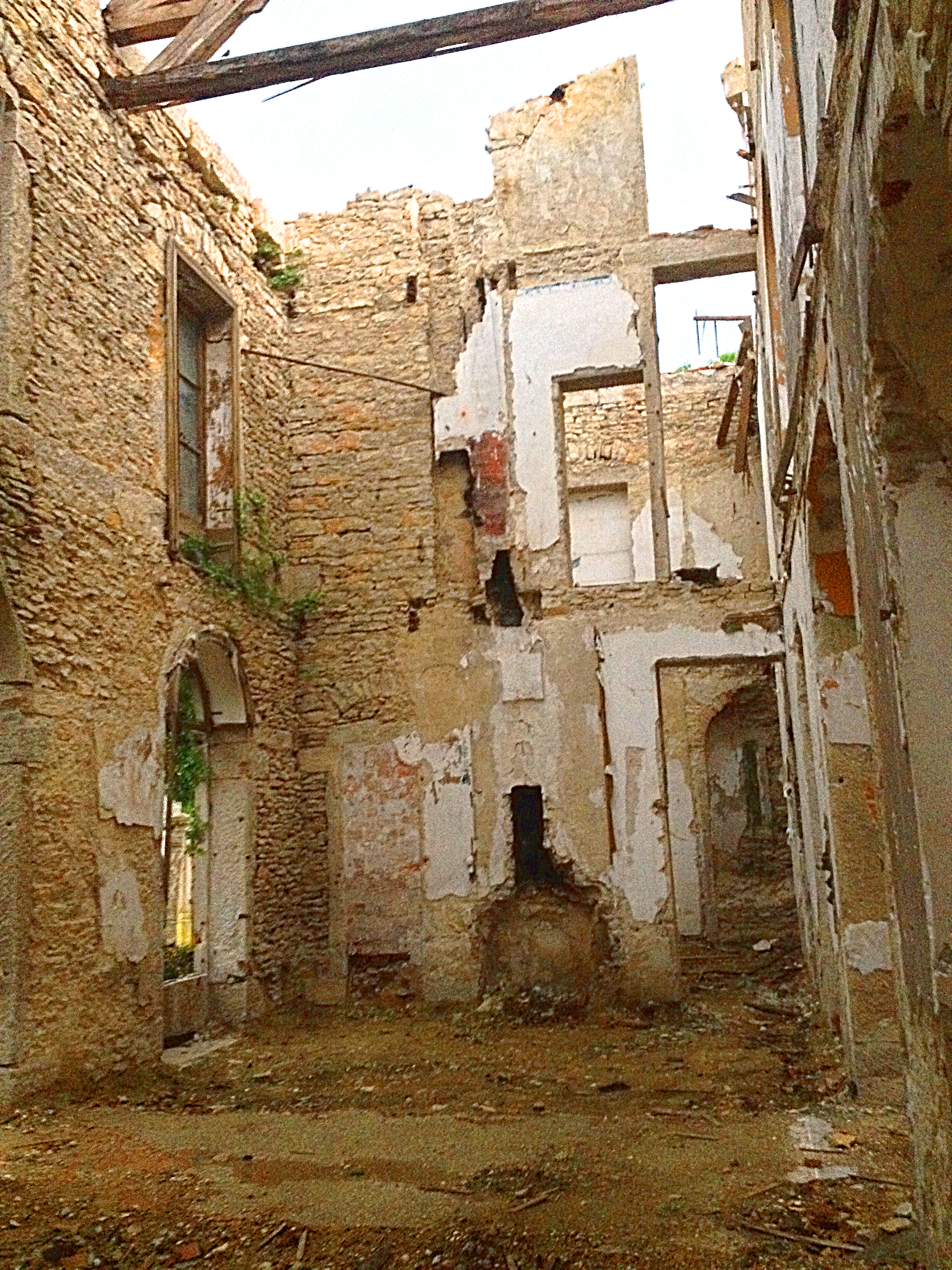
Hall d'entrée, été 2018.
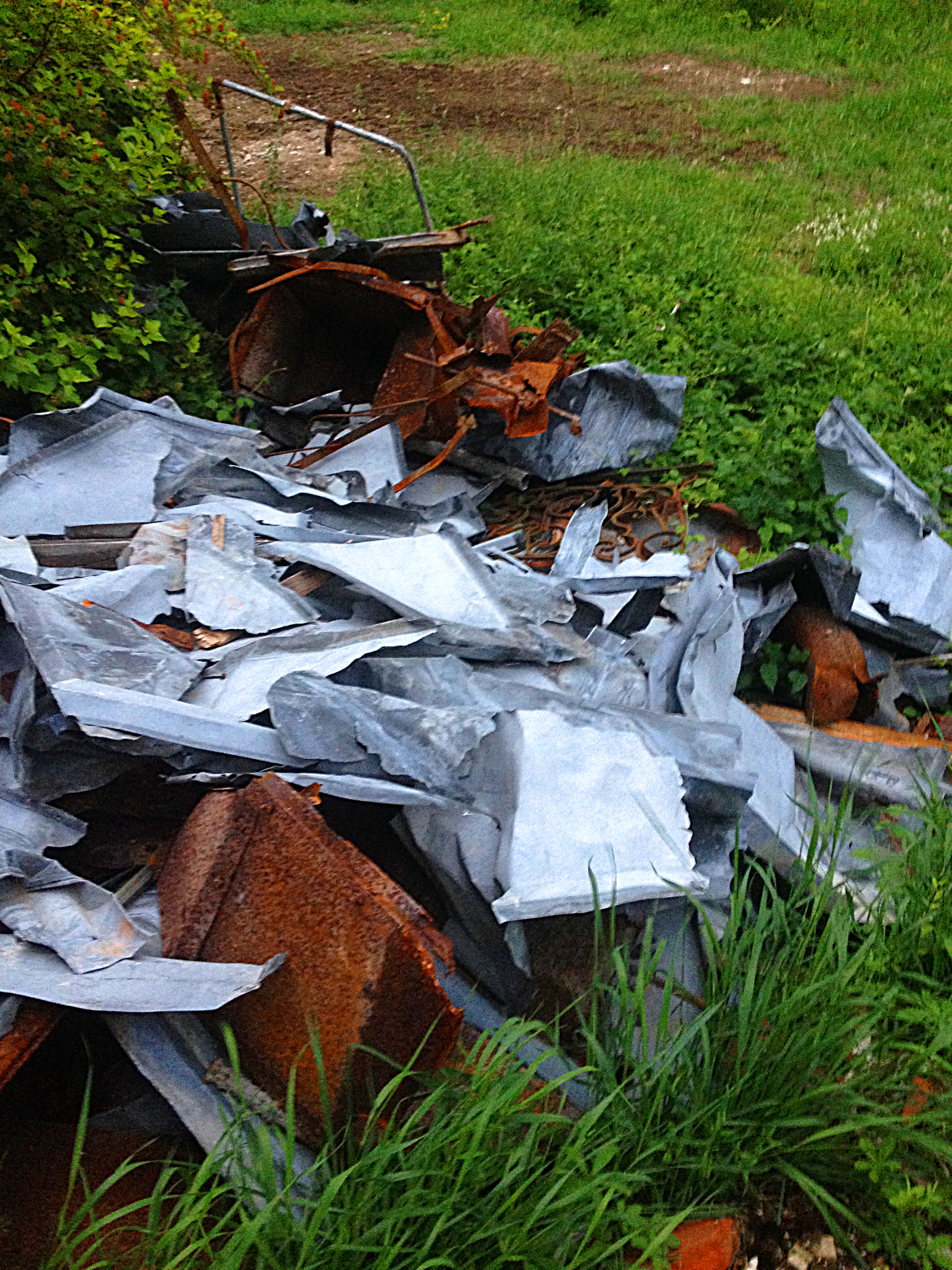
Débris du château été 2018.
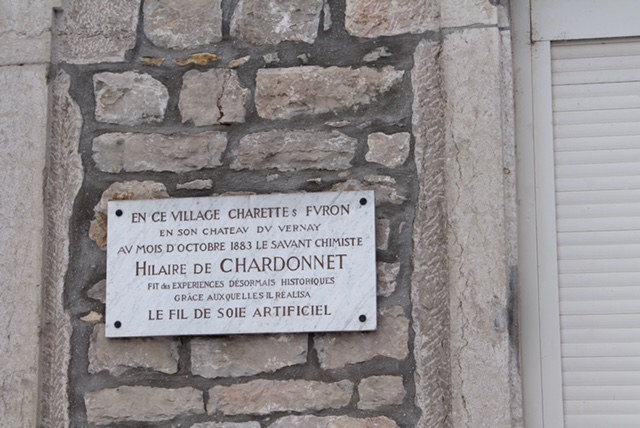
Plaque commémorative à la mairie de Charette.

### La renaissance du château
Au printemps 2019, des travaux de consolidation de la bâtisse débutent ;  la mise hors d'eau et hors d'air du bâtiment est également assurée. Le propriétaire du château annonce alors son intention de mener une réhabilitation de l'édifice en vue d'y créer du logement locatif.

## Architecture

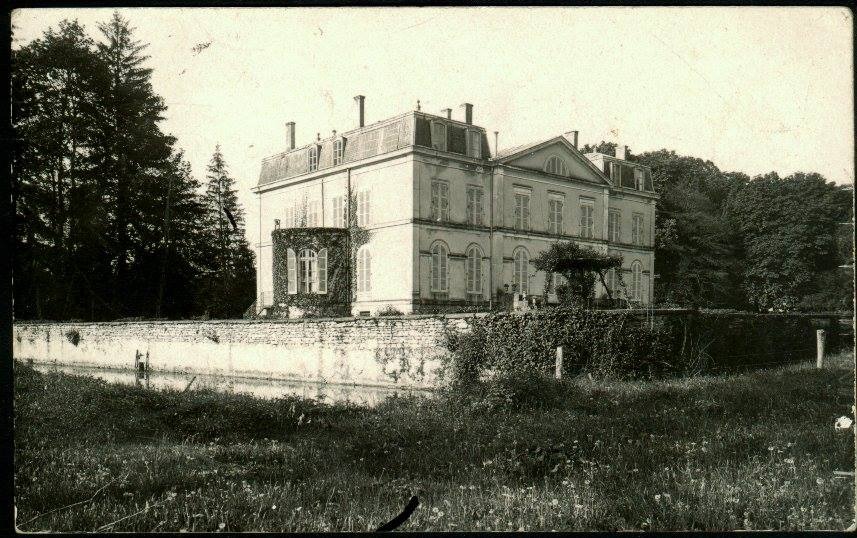
Le château du Vernay vers 1890.

Cet édifice aux lignes épurées inspirées du néo-classicisme présente une façade monumentale pourvue d'un fronton sur le pavillon central en ressaut côté jardin. Il reprend en cela la structure de nombreuses maisons des champs du Lyonnais comme la Maison La Rivette de Jean-Germain Soufflot ou du château de Chavagneux dans l'Ain. Son architecture rappelle également, avec une ornementation plus dépouillée, le château d'Issy des princes de Conti, aujourd'hui disparu.
Durant le Second Empire, la demeure est rehaussée d'un étage en mansarde et couverte d'ardoises. Cette transformation la rend visuellement proche du château du Haut-Buisson à Cherré (Sarthe) de la princesse Alice de Monaco.

Une maison aristocratique typique de son temps
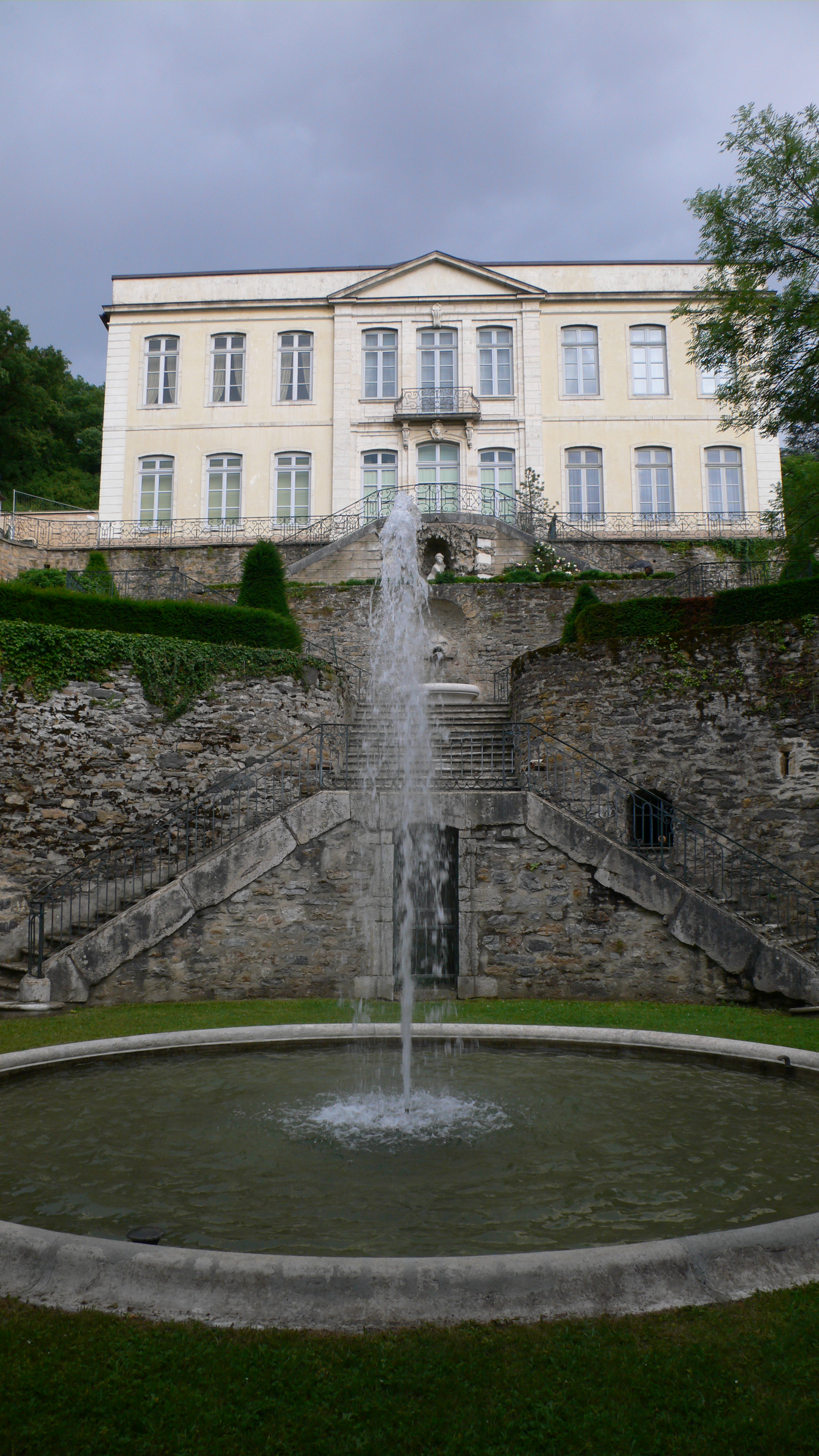
Maison La Rivette.
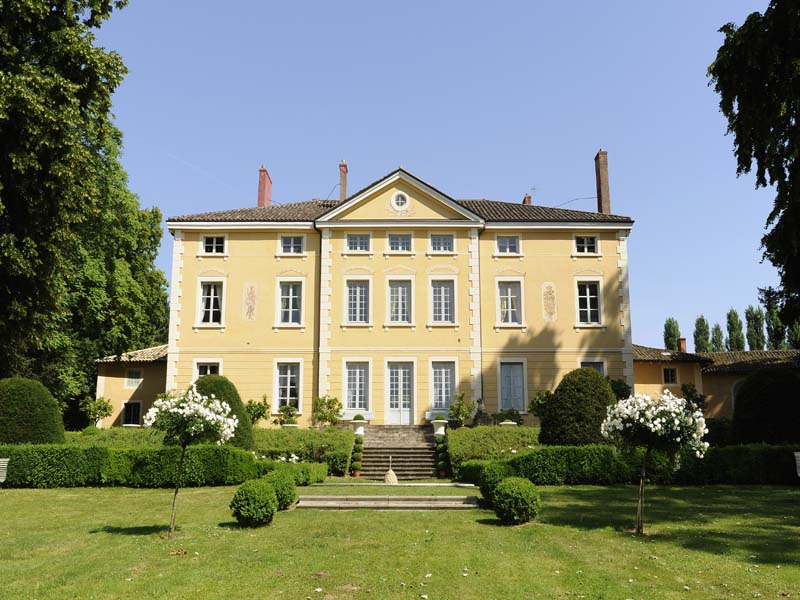
Château de Chavagneux.
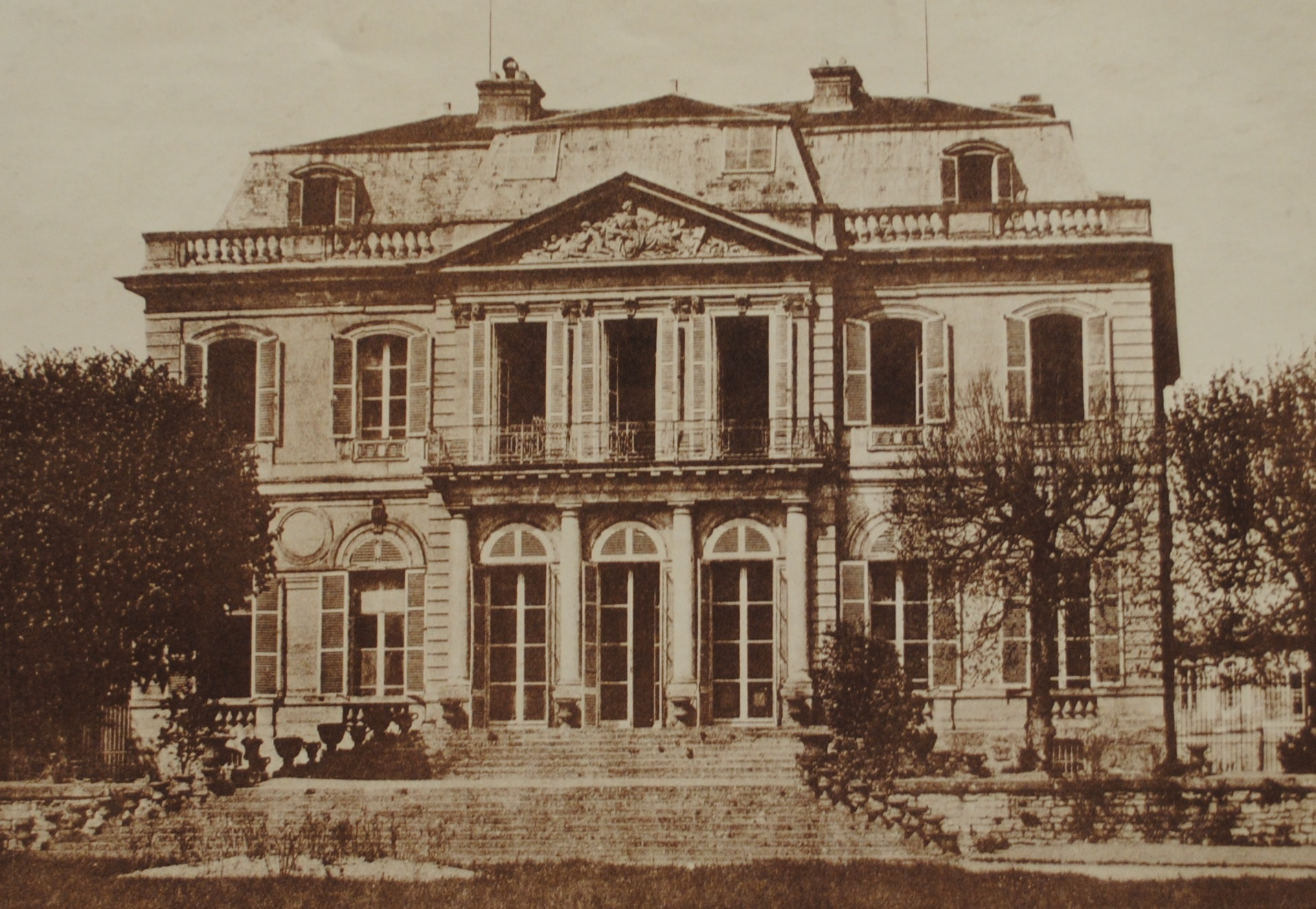
Château des Conti à Issy.
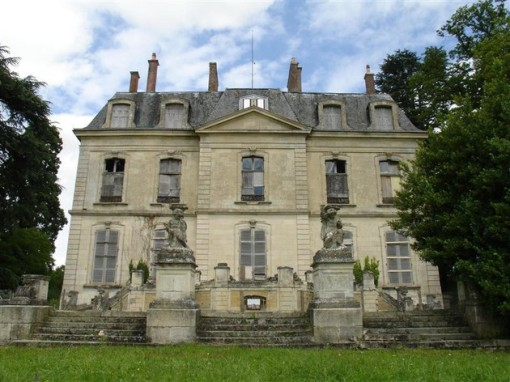
Château du Haut-Buisson.
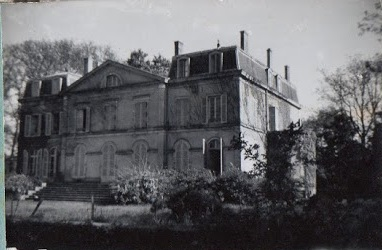
Le château du Vernay en 1949.

Singularités architecturales
Une verrière, aujourd'hui détruite, recouvrait le patio de la maison, aménagé dans un goût orientalisant. 

La chambre d'honneur de la maison, avec ses tapisseries rouge fleurdelisées, était réservée aux prétendants de la couronne espagnole en exil.

Vues de l'intérieur du château
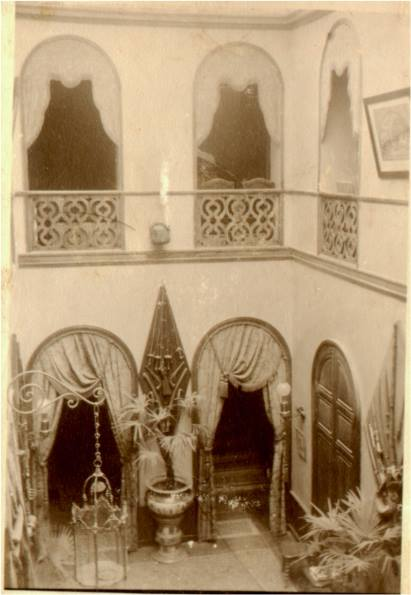
Le patio du château du Vernay vers 1890.
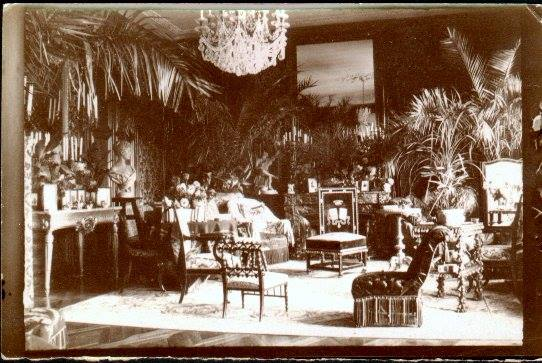
Salon du château du Vernay vers 1890.
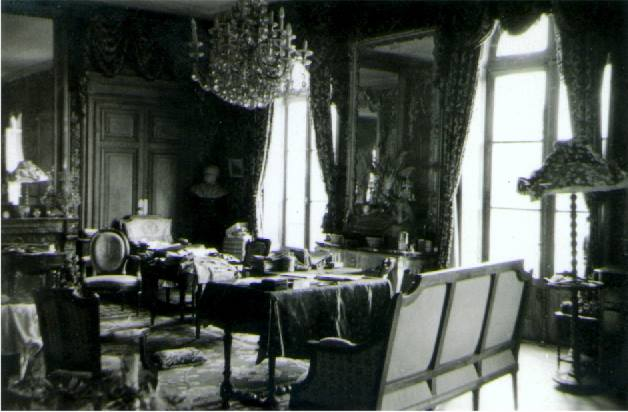
Salon du château du Vernay vers 1900.

## Anecdotes
- Jusqu'en 1902, le personnel compte jusqu'à une quarantaine de personnes comprenant les domestiques au château, les fermiers, jardiniers sur le domaine[4].
- Tous les premiers de l'an, les enfants de Charrette venaient au château recevoir leur ballotin de papillotes avec cinq sous[4].
- Tous les 8 décembre, comme il est de coutume à Lyon pour la Fête des lumières, le château était illuminé[4].
- La grande fête du château avait lieu quant à elle tous les ans le 14 janvier à l'occasion de la saint Hilaire (sic), saint patron de l'inventeur[4].
- Le menu d'un 14 janvier [9]:
  - Potage
  - Consommé printanier royale
  - Turbans de soles Joinville
  - Filet de bœuf à la Régence
  - Timbales de quenelles à la Talleyrand
  - Civet de lièvre à l'ancienne
  - Sorbets au rhum
  - Cardons à la moelle
  - Poulardes de Bresse rôties
  - Salades de laitues
  - Langoustes à la Russe
  - Glaces panachées
  - Gaufrettes
- La générosité des Chardonnet était proverbiale : incapables de refuser un invité, il leur arrivait l'été de voir leur table prise d'assaut par des pique-assiettes qui s'annonçaient à l'improviste, parfois en familles entières[4].

## Dans les collections publiques
Des objets de l'atelier du château sont conservés aujourd'hui au musée des beaux-arts et d'archéologie de Besançon et au musée de la viscose d'Échirolles.